# ヒース・ピアース
ヒース・ピアース（Heath Pearce 、1984年8月13日 - ）は、アメリカ合衆国・カリフォルニア州モデスト出身の元プロサッカー選手。元サッカーアメリカ合衆国代表。現役時代のポジションはDF（CB）。

## 経歴

### クラブ
ポートランド大学卒業後、デンマークに渡りFCノアシェランとプロ契約を締結。
2007年7月16日、ハンザ・ロストックに移籍。2008-09シーズン終了後、契約満了によりハンザ・ロストックを退団。
ハンザ・ロストック退団後、米国に帰国しFCダラスと契約を結んだ。
2011年2月、金銭トレードでチーヴァスUSAに移籍。
2014年3月、モントリオール・インパクトに加入。
2015年1月29日、IFKヨーテボリに加入。

### 代表
2005年11月のスコットランド戦でフル代表初出場。代表では主にジョナサン・ボーンスタインとカルロス・ボカネグラのバックアッパーを務めた。
2010 FIFAワールドカップでは暫定登録メンバーには選ばれたが、最終登録メンバーには残れなかった。

## タイトル

### クラブ
ポートランド大学
- ウェストコースト・カンファレンスレギュラーシーズン: 2002

FCダラス
- MLSウェスタン・カンファレンス: 2010

ニューヨーク・レッドブルズ
- サポーターズ・シールド: 2013

モントリオール・インパクト
- カナディアン・チャンピオンシップ: 2014

IFKヨーテボリ
- スウェーデンカップ: 2014–15